# Higinio Chávez García
Higinio Chávez García (10 de enero de 1959) es un político mexicano miembro del Partido de la Revolución Democrática (PRD). De 2006 a 2009 se desempeñó como diputado federal en la LX Legislatura del Congreso de la Unión de México por eldistrito 14 del Distrito Federal .
De 2009 a 2012 se desempeñó como Jefe delegacional de Tlalpan 